# 메시에 72
M72는 물병자리에 있는 구상 성단이다. 아직 지구로부터의 정확한 거리를 알 수 없으며, 다만 약 53,000~62,000 광년으로 추측된다.

## 같이 보기
- 메시에 천체 목록